# Adriaan Valckenier

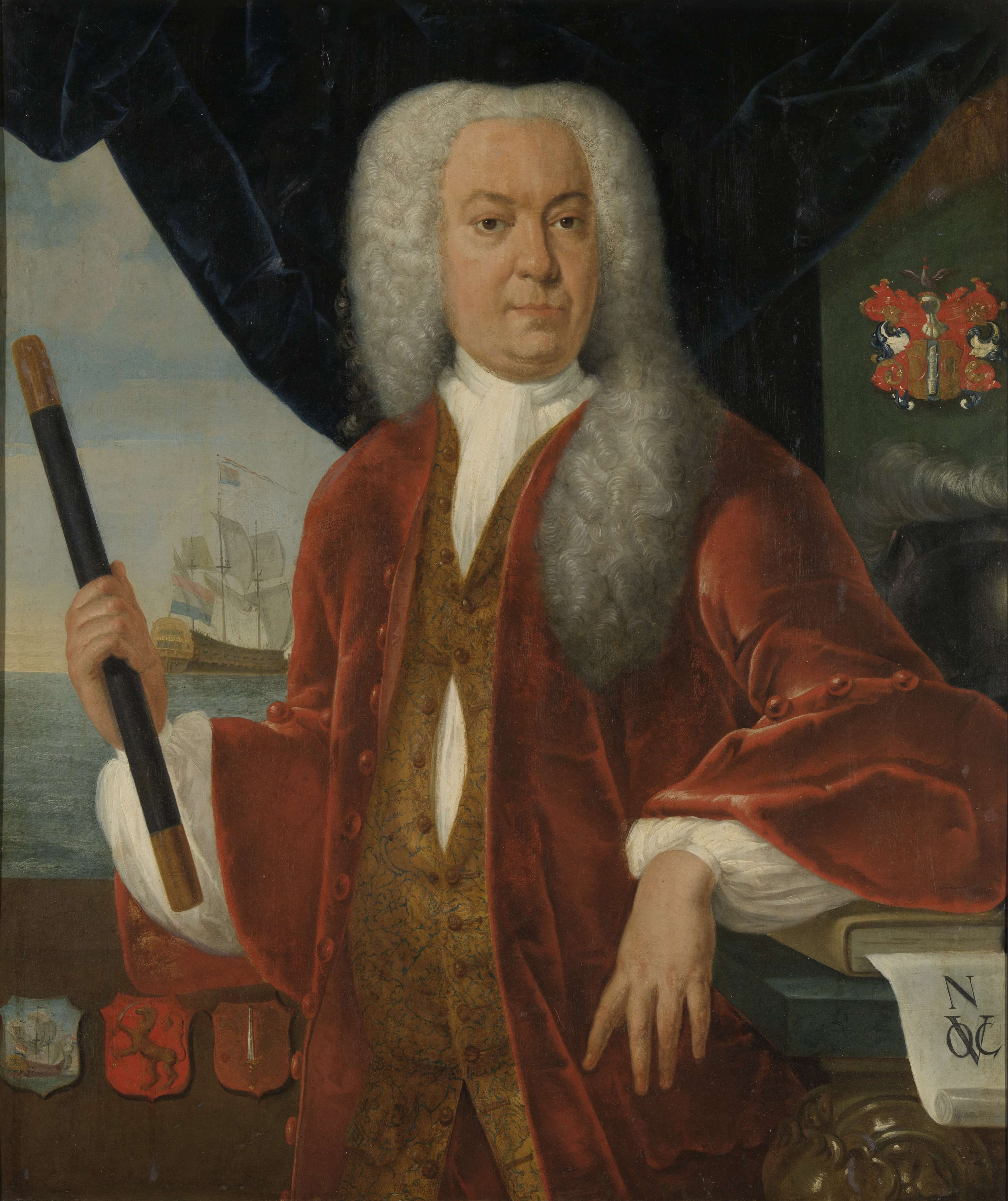
Adriaan Valckenier

Adriaan Valckenier (6 tháng 6 năm 1695 tại Amsterdam - 20 tháng 6 năm 1751, Batavia, Đông Ấn Hà Lan) là Toàn quyền Đông Ấn Hà Lan từ ngày 3 tháng 1737 đến ngày 6 tháng 11 năm 1741 và tham gia vào cuộc thảm sát đối với người Hoa năm 1740 tại Batavia. Valckenier qua đời trong một nhà tù ở Batavia.
Cha của Valckenier, là ủy viên hội đồng thành phố và thư ký tại Amsterdam, là một quan chức của Công ty Đông Ấn Hà Lan có trụ sở tại Amsterdam. Ông là con trai Gillis Valckenier, một trong những nhiếp chính của Amsterdam trong cuối thời kỳ hoàng kim Hà Lan. Ngày 22 tháng 10 năm 1714, Adriaan lên tàu biển 'Linschoten' làm trợ lý người mua (onderkoopman) ở Đông Ấn Hà Lan và tàu cập Batavia vào ngày 21 tháng 6 năm 1715.
Năm 1726, ông trở thành nhà buôn và người mua trưởng (opperkoopman), năm 1727, ông là "Tổng kế toán" (boekhouder-generaal) của Đông Ấn Hà Lan, năm 1730, ông lần đầu tiên được bổ nhiệm vào Hội đồng Đông Ấn (Raad extra-oridinair), năm 1733, làm "Ủy viên Hội đồng" đầy đủ. Năm 1736, ông đã được bổ nhiệm "Đệ nhất ủy viên Hội đồng" và "Tổng giám đốc", nhưng đã thua trong cuộc tranh chức Toàn quyền Đông Ấn Hà Lan trước Abraham Patras. Khi Abraham Patras qua đời, ông được Hội đồng bổ nhiệm làm Toàn quyền Đông Ấn ngày 03 tháng 5 năm 1737.